# 西村由紀江
西村 由紀江（にしむら ゆきえ、1967年5月8日 - ）は、日本のピアニスト、作曲家。大阪府豊中市出身。桐朋学園大学ピアノ科卒業。株式会社モデラート所属。

## 来歴
3歳でピアノを始め、小学生時代にヤマハ・ジュニア・オリジナル・コンサート（JOC）に参加し世界各国を演奏旅行。桐朋学園大学在学中の1986年にアルバム『Angelique』を制作。
1988年から10年間『西村由紀江の日曜はピアノ気分』（読売テレビ）に出演。1991年にテレビドラマ『101回目のプロポーズ』の音楽を担当、同タイトルのサウンドトラックはオリコン3位となった。ドラマ『親愛なる者へ』のBGMも担当。1998年にドニー・イェン監督・主演映画『ドニー・イェン COOL』の音楽を担当した。
2006年に映画『子ぎつねヘレン』の音楽を、NHK教育テレビの趣味講座番組『趣味悠々』で『西村由紀江のやさしいピアノレッスン 世界の名曲を弾いてみよう』の講師を担当。2007年12月、『趣味悠々・選』として再々放送された。
北海道新聞でエッセイ「音のかたち」を2008年7月まで約3年間連載する。テレビ番組『情熱大陸』の収録で知床を訪れて以来、同地域をテーマにした「いとしき知床」を作曲し、同名のタイトルのCDを制作したほか、斜里町で演奏を行う。
2007年4月1日に財団法人ヤマハ音楽振興会より独立し、個人事務所である株式会社モデラートにて活動する。同年9月、自叙伝『あなたが輝くとき』を出版、北海道放送（HBC）制作のドラマ『さいはての向日葵』の音楽を担当し音楽教師役で出演、映画『Mayu -ココロの星-』（音楽担当）が公開。
東日本大震災後は、津波で流されたり、地震の揺れでピアノが壊れたりした家庭に、500台を目標に寄贈する活動を「スマイルピアノ500」という被災地支援プロジェクトとして、インターネットで提供を呼びかけ、これまでに62台を調律し直し、被災者に届けてきた。各家庭には自ら足を運び“弾き初（ぞ）め”も行ったり、学校訪問コンサート等を行っている。さらに、この活動を通じて調律師でピアノショップ店主（ピアノショップいわき）の遠藤洋と知り合い、遠藤が修復した、東日本大震災で甚大な津波被害にあった「奇跡のピアノ」を数多く演奏するようになった。

## 作風
作曲した曲は時期によって作風が大きく変わるのが特徴である。
『Virgin』（2000年）に収録されている曲などはこれといった作風が定まっておらず、しかし現在でも世界的に根強いファンの多い「鏡花水月」や「最果てに揺れる花」など名曲と呼ばれるような作品も生み出している。
『月いろのつばさ』『大地のうた』『自分への手紙』などでは「鍵のある風景」や「ブリザード」のような絵画のような作品や嵐のような激しい作品が目立つ。特に『月いろのつばさ』は最も激しい作風の曲が揃ったアルバムとなっており、ヒーリング音楽からはかなりかけ離れた存在であるといえる。その一方で最もポピュラーな「あなたに最高のしあわせを」といった世界的な名曲も生み出している。
『明日のために』のあたりから、現在の西村節とも言われる優しさを強調した作風が型にはまり、イージーリスニングの中でもヒーリング音楽に分類される作品を数多く生み出している。
コンサートでは「誕生」が最初に演奏されることが多く、この曲への思い入れが相当に強いものと思われる。

## 作品

### シングル
| 枚                                     | 発売日                                 | タイトル                               | c/w                                    | 規格                                   | 規格品番                               |
| ヤマハミュージックコミュニケーションズ | ヤマハミュージックコミュニケーションズ | ヤマハミュージックコミュニケーションズ | ヤマハミュージックコミュニケーションズ | ヤマハミュージックコミュニケーションズ | ヤマハミュージックコミュニケーションズ |
| -------------------------------------- | -------------------------------------- | -------------------------------------- | -------------------------------------- | -------------------------------------- | -------------------------------------- |
| 1st                                    | 2005年12月21日                         | いとしき知床                           | いとしき知床 (合唱バージョン)          | MAXI                                   | YCCS-30002                             |

### オリジナル・アルバム
| 枚                                     | 発売日               | タイトル                                | 規格                 | 規格品番             |
| キャニオン・レコード                   | キャニオン・レコード | キャニオン・レコード                    | キャニオン・レコード | キャニオン・レコード |
| -------------------------------------- | -------------------- | --------------------------------------- | -------------------- | -------------------- |
| 1st                                    | 1986年5月21日        | Angelique                               | LP                   | C28R0135             |
| 1st                                    | 1986年5月21日        | Angelique                               | CD                   | D32R0041             |
| 2nd                                    | 1987年4月21日        | Lyrisme                                 | LP                   | C28R0140             |
| 2nd                                    | 1987年4月21日        | Lyrisme                                 | CD                   | D32R0047             |
| ポニーキャニオン                       |                      |                                         |                      |                      |
| 3rd                                    | 1988年4月21日        | Dolce                                   | LP                   | C20R0155             |
| 3rd                                    | 1988年4月21日        | Dolce                                   | CD                   | D25R0062             |
| 4th                                    | 1988年11月21日       | Fascination                             | CD                   | D32R0068             |
| 5th                                    | 1989年4月21日        | Lumiere 〜地図のない季節〜              | CD                   | D29R1001             |
| 6th                                    | 1989年10月21日       | L'espoir 〜レスポワール〜               | CD                   | PCCR00008            |
| 7th                                    | 1990年6月6日         | 風色の夢                                | CD                   | PCCR00021            |
| 8th                                    | 1991年4月21日        | Vi・Ji・N                               | CD                   | PCCR00041            |
| 9th                                    | 1992年4月29日        | MOON                                    | CD                   | PCCR00062            |
| 10th                                   | 1993年9月17日        | graceful                                | CD                   | PCCR00087            |
| 11th                                   | 1995年10月20日       | Virgin                                  | CD                   | PCCR00170            |
| 12th                                   | 1996年12月4日        | Blue Horizon                            | CD                   | PCCR00247            |
| 13th                                   | 1997年7月18日        | 月いろのつばさ                          | CD                   | PCCR00259            |
| 14th                                   | 1998年5月20日        | 大地のうた                              | CD                   | PCCR00280            |
| 15th                                   | 1999年5月19日        | 自分への手紙                            | CD                   | PCCR00303            |
| ヤマハミュージックコミュニケーションズ |                      |                                         |                      |                      |
| 16th                                   | 2000年10月18日       | 風が生まれる瞬間                        | CD                   | YCCS-00001           |
| 再販                                   | 2000年11月22日       | 自分への手紙                            | CD                   | YCCS-00003           |
| 再販                                   | 2000年11月22日       | 大地のうた                              | CD                   | YCCS-00004           |
| 再販                                   | 2000年12月20日       | 月いろのつばさ                          | CD                   | YCCS-00006           |
| 再販                                   | 2000年12月20日       | Blue Horizon                            | CD                   | YCCS-00007           |
| 再販                                   | 2000年12月20日       | Virgin                                  | CD                   | YCCS-00008           |
| 再販                                   | 2001年1月24日        | graceful                                | CD                   | YCCS-00009           |
| 再販                                   | 2001年1月24日        | MOON                                    | CD                   | YCCS-00010           |
| 再販                                   | 2001年1月24日        | Vi・Ji・N                               | CD                   | YCCS-00011           |
| 17th                                   | 2001年11月21日       | 優しさの意味                            | CD                   | YCCS-00014           |
| 18th                                   | 2002年10月23日       | 明日のために                            | CD                   | YCCS-00017           |
| 19th                                   | 2003年10月22日       | 扉をあけよう                            | CD                   | YCCS-00019           |
| 20th                                   | 2004年11月17日       | しあわせのかたち                        | CD                   | YCCS-10004           |
| 21st                                   | 2005年11月16日       | 耳をすまして                            | CD                   | YCCS-10022           |
| 22nd                                   | 2007年6月20日        | あなたが輝くとき                        | CD                   | YCCS-10043/4         |
| ハッツアンリミテッド                   |                      |                                         |                      |                      |
| 23rd                                   | 2009年10月28日       | Vitamin                                 | CD+DVD               | HUCD-10062/B         |
| 23rd                                   | 2009年10月28日       | Vitamin                                 | CD                   | HUCD-10063           |
| 24th                                   | 2010年4月28日        | 誰でもショパン                          | CD                   | HUCD-10072           |
| 25th                                   | 2010年10月27日       | Piano                                   | CD+DVD               | HUCD-10080/B         |
| 25th                                   | 2010年10月27日       | Piano                                   | CD                   | HUCD-10081           |
| 26th                                   | 2012年7月11日        | フレデリック・バック meets 西村由紀江   | CD+DVD               | HUCD-10115/B         |
| 26th                                   | 2012年7月11日        | フレデリック・バック meets 西村由紀江   | CD                   | HUCD-10116           |
| 27th                                   | 2013年7月10日        | ビオトープ                              | CD+DVD               | HUCD-10138/B         |
| 27th                                   | 2013年7月10日        | ビオトープ                              | CD                   | HUCD-10139           |
| 28th                                   | 2015年2月18日        | My Stories                              | CD+DVD               | HUCD-10176/B         |
| 28th                                   | 2015年2月18日        | My Stories                              | CD                   | HUCD-10177           |
| 29th                                   | 2019年4月24日        | PIANO SWITCH 〜BEST SELECTION〜         | CD+DVD               | HUCD-10276/B         |
| 29th                                   | 2019年4月24日        | PIANO SWITCH 〜BEST SELECTION〜         | CD                   | HUCD-10277           |
| 30th                                   | 2021年4月21日        | PIANO SWITCH 2～PIANO LOVE COLLECTION～ | CD+DVD               | HUCD-10302/B         |
| 30th                                   | 2021年4月21日        | PIANO SWITCH 2～PIANO LOVE COLLECTION～ | CD                   | HUCD-10303           |

### セルフカバー・アルバム
| 枚                   | 発売日               | タイトル                            | 規格                 | 規格品番             |
| ハッツアンリミテッド | ハッツアンリミテッド | ハッツアンリミテッド                | ハッツアンリミテッド | ハッツアンリミテッド |
| -------------------- | -------------------- | ----------------------------------- | -------------------- | -------------------- |
| 1st                  | 2011年7月6日         | Smile Best 〜selfcover collection〜 | CD+DVD               | HUCD-10092〜3/B      |
| 1st                  | 2011年7月6日         | Smile Best 〜selfcover collection〜 | CD                   | HUCD-10094/5         |

### ベスト・アルバム
| 枚                                     | 発売日           | タイトル                                            | 規格             | 規格品番         |
| ポニーキャニオン                       | ポニーキャニオン | ポニーキャニオン                                    | ポニーキャニオン | ポニーキャニオン |
| -------------------------------------- | ---------------- | --------------------------------------------------- | ---------------- | ---------------- |
| 1st                                    | 1992年11月20日   | SUPER BEST                                          | CD               | PCCR00079        |
| ヤマハミュージックコミュニケーションズ |                  |                                                     |                  |                  |
| 再販                                   | 2000年11月22日   | SUPER BEST                                          | CD               | YCCS-00005       |
| 2nd                                    | 2002年6月26日    | しあわせまでもう少し                                | CD               | YCCS-00016       |
| 3rd                                    | 2006年9月13日    | Best of Best 〜20 Songs〜                           | CD+DVD           | YCCS-10040/B     |
| 3rd                                    | 2006年9月13日    | Best of Best 〜20 Songs〜                           | CD               | YCCS-10041       |
| 4th                                    | 2011年7月6日     | Beautiful Morning                                   | CD               | YCCS-10049       |
| 5th                                    | 2011年7月6日     | Bedtime Music                                       | CD               | YCCS-10050       |
| ハッツアンリミテッド                   |                  |                                                     |                  |                  |
| 6th                                    | 2016年7月27日    | Yukie Nishimura 30th Anniversary 〜Beautiful Days〜 | CD+DVD           | HUCD-10219/B     |
| 6th                                    | 2016年7月27日    | Yukie Nishimura 30th Anniversary 〜Beautiful Days〜 | CD               | HUCD-10220       |

### サウンドトラック
| 発売日                                 | タイトル                                              | 規格             | 規格品番         |
| ポニーキャニオン                       | ポニーキャニオン                                      | ポニーキャニオン | ポニーキャニオン |
| -------------------------------------- | ----------------------------------------------------- | ---------------- | ---------------- |
| 1991年8月7日                           | 「101回目のプロポーズ」オリジナル・サウンド・トラック | CD               | PCCR00049        |
| 1992年8月5日                           | 「親愛なる者へ」オリジナル・サウンドトラック          | CD               | PCCR00068        |
| 1994年8月3日                           | 「グッドモーニング」オリジナル・サウンドトラック      | CD               | PCCR00116        |
| 1995年3月17日                          | 「時の輝き」オリジナル・サウンドトラック              | CD               | PCCR00134        |
| Sky High                               |                                                       |                  |                  |
| 2002年7月15日                          | 「星が輝く夜に」オリジナル・サウンドトラック          | CD               | PCCR00116        |
| avex trax                              |                                                       |                  |                  |
| 2004年9月1日                           | 「君が想い出になる前に」オリジナル・サウンドトラック  | CD               | AVCD-17533       |
| ヤマハミュージックコミュニケーションズ |                                                       |                  |                  |
| 2006年3月1日                           | 「子ぎつねヘレン」オリジナル・サウンドトラック        | CD               | YCCS-10033       |

### 映像作品
| 枚                   | 発売日               | タイトル                                              | 規格                 | 規格品番             |
| キャニオン・レコード | キャニオン・レコード | キャニオン・レコード                                  | キャニオン・レコード | キャニオン・レコード |
| -------------------- | -------------------- | ----------------------------------------------------- | -------------------- | -------------------- |
| 1st                  | 1992年4月1日         | プロポーズ 〜Propose〜                                | VHS                  | PCVP50790            |
| 1st                  | 1992年4月1日         | プロポーズ 〜Propose〜                                | LD                   | PCLP00306            |
| ハッツアンリミテッド |                      |                                                       |                      |                      |
| 2nd                  | 2010年3月31日        | Vitamin Tour 2010                                     | DVD                  | HUBD-10920/1         |
| 3rd                  | 2011年3月7日         | Yukie Nishimura 25th Anniversary Smile Best Tour 2011 | DVD                  | HUBD-10925           |

### CD-BOX
| 枚                                     | 発売日                                 | タイトル                                  | 規格                                   | 規格品番                               |
| ヤマハミュージックコミュニケーションズ | ヤマハミュージックコミュニケーションズ | ヤマハミュージックコミュニケーションズ    | ヤマハミュージックコミュニケーションズ | ヤマハミュージックコミュニケーションズ |
| -------------------------------------- | -------------------------------------- | ----------------------------------------- | -------------------------------------- | -------------------------------------- |
| 1st                                    | 2005年6月1日                           | 西村由紀江 スペシャルCD-BOX I 1986〜1992  | CD                                     | YCCS-10009/18                          |
| 2nd                                    | 2006年1月18日                          | 西村由紀江 スペシャルCD-BOX II 1992〜1999 | CD                                     | YCCS-10023/32                          |

### 海外限定アルバム
1. Memories (1995年, Hong Kong only version)
2. BALLISTIC KISS （1998年） ※指定許諾地区での限定販売を条件に権利を受けているため日本未販売

### その他のアルバム
1. もっと好きになるために （2002年4月18日） ※葉祥明＆西村由紀江 コラボレーションCDブック

## 出演

### テレビ
- 西村由紀江の日曜はピアノ気分 （読売テレビ、1988年4月 - 1998年3月）
- 101回目のプロポーズ （フジテレビ、1991年7月 - 9月）
- 一枚の写真 （フジテレビ、1991年12月3日）
- YAMAHA ON and OFF（テレビ東京、～1995年9月　テーマソング担当）
- 趣味百科 「ポピュラーピアノを楽しむ」 （NHK教育、1996年4月 - 6月）
- スタジオパークからこんにちは （NHK、1997年8月28日）
- 筑紫哲也の世紀末紀行 華麗なるウィーン～21世紀への序章～ （TBS、1998年5月3日）

同番組のテーマ曲を作曲・演奏している。
- 趣味悠々 「世界の名曲を弾いてみよう」 （NHK教育、2006年6月 - 8月）
- 新日曜美術館 （NHK教育、1997年度レギュラー）
- まるごとニュース北海道 （NHK札幌放送局） - 2008年4月25日放送の「まるごとインタビュー」に出演。

同番組のテーマ曲「もっと素敵な明日へ」を作曲・演奏している。土・日・祝日18:45放送の「まるごとニュース645」、平日20:45放送の「まるごとニュース845」でも同じ曲が流れている。
- ミューズの晩餐 （テレビ東京、2008年10月11日）
- NHK歌謡チャリティーコンサート 司会（NHK総合、2010年5月4日、徳田章アナウンサーと共に進行）
- 題名のない音楽会 （テレビ朝日、2010年12月12日）
- グラン・ジュテ 私が跳んだ日（NHK教育、2011年3月31日）
- ロケみつ（毎日放送、2011年6月23日）
- BS日本・こころの歌（BS日テレ、エンディングのピアノ演奏）
- テレビ派（広島テレビ、2012年7月24日）
- NHKのど自慢チャンピオン大会2013 審査員（NHK総合、2013年3月2日）
- てれび絵本（NHK教育、音楽担当）
- ニュースプラス1いわて（テレビ岩手、テーマソング担当 2020年10月5日 - ）

### ラジオ
- 西村由紀江 四つ葉のクローバー （FM大阪）
- Tシャツとスニーカー （FM大阪）
- アクア･ファンタジー （FM大阪）[10]
- SECRET NOTES （J-WAVE）
- ミュージックポプリ（1999年度、NHK-FM）
- かんさい土曜ほっとタイム（NHKラジオ第1 2011年1月8日と6月18日にゲストパートナーとして出演）
- 西村由紀江の古楽器さんぽ〜クリスマス編〜（NHK-FM、2013年12月23日 - 12月25日）
- 西村由紀江のSMILE WIND（FM岩手・Date fm他、2015年10月 - ）

### CM
- 花春酒造 原曲提供 1992
- 大和ハウス工業 音楽提供
- 全労済 音楽提供
- コニシセイコー 出演 2009
- 三井農林（日東紅茶）
- 阪神百貨店
- 日本通運
- 関西電力
- サッポロビール
- 読売新聞
- 三井住友銀行
- 万田酵素

### 映画
- 幸せを世界の友へ（1979）JOC（ジュニア・オリジナル・コンサート）に属する五人の少年・少女たちの海外遠征を追ったドキュメンタリー

## 書籍
絵本 - 音楽担当
- NHK「てれび絵本」花さき山
- NHK「てれび絵本」モチモチの木

著書
- 「誰でもショパン」(ヤマハムックシリーズ 46、2010年4月28日)
- 「誰でもショパン」 HATS (2010年4月28日)
- 「あなたが輝くとき」（2007年、成美堂出版 sasaeru文庫）ISBN 978-4-415-40047-1
- 「NHK趣味悠々 西村由紀江のやさしいピアノレッスン 世界の名曲を弾いてみよう」（2006年、日本放送出版協会）ISBN 978-4-14-188426-2 - 音楽的指導を記載